# Пригорево
Пригорево — упразднённая деревня в Вязниковском районе Владимирской области России, входила в состав Паустовского сельского поселения. В 2024 году включена в состав села Сергиевы-Горки.

## География
Деревня расположена на берегу реки Важенка (Индрус) в 16 км на юг от центра поселения деревни Паустово и в 33 км на юг от города Вязники.

## История
В окладных книгах Рязанской епархии 1678 года деревня входила в состав Сергиево-Горского прихода, в ней было 7 дворов крестьянских и 1 бобыльский.
В конце XIX — начале XX века деревня входила в составе Сергиевской волости Гороховецкого уезда, с 1926 года — в составе Сергиево-Горской волости Вязниковского уезда. В 1859 году в деревне числилось 6 дворов, в 1905 году — 14 дворов, в 1926 году — 20 дворов.
С 1929 года деревня входила в состав Сергиево-Горского сельсовета Вязниковского района, с 1935 года — в составе Никологорского района, с 1963 года — в составе Вязниковского района, с 2005 года — в составе Паустовского сельского поселения.

## Население
| 1859 | 1905 | 1926 | 2002 | 2010 | 2021 |
| ---- | ---- | ---- | ---- | ---- | ---- |
| 50   | ↗123 | ↘114 | ↘14  | ↘11  | ↘9   |